# Keith Hopwood
Keith Hopwood (26 de octubre de 1946) es un músico británico de pop y rock, cantautor, compositor, empresario y productor discográfico, que fue el guitarrista rítmico y los coros de la banda de pop de los años 60, Herman's Hermits. Hopwood también fue teclista, cantante y guitarrista del grupo posterior a Peter Noone, Sour Mash, que grabó un álbum inédito llamado A Whale of a Tale para RCA Records.

## Primeros años
Nació el 26 de octubre de 1946 en el Park Hospital, en la zona de Davyhulme de Mánchester, y asistió a la Urmston Grammar School.

## Carrera
Músico y compositor de gran talento, sigue viviendo y trabajando en la industria musical en el Reino Unido. Varias grabaciones de maquetas raras de su época en Herman's Hermits están disponibles en su sitio web. Peter Noone atribuye a su viejo amigo la idea de grabar "Mrs. Brown, You've Got a Lovely Daughter" como una ocurrencia tardía, cuando Herman's Hermits carecían de material para su primer álbum. La interpretación fuertemente acentuada de Noone, junto con el trabajo de la guitarra rítmica de Hopwood, impulsó la canción hasta el número uno de la lista Billboard Hot 100 de Estados Unidos. Contrariamente a lo que se dice, la canción no era un viejo número de music hall, y los Hermits tocaron en el tema, así como en muchos otros discos de Herman's Hermits, incluidos todos los éxitos de la banda en Estados Unidos y el Reino Unido.
Ralph McTell  grabó la melodía de la adaptación de Cosgrove Hall Films de El viento en los sauces, escrita por Hopwood y Malcolm Rowe, y se publicó como sencillo en 1984, después de que la serie se emitiera en la ITV. Hopwood también coescribió la música para las adaptaciones de Cosgrove Hall de Soul Music y "Wyrd Sisters" de Terry Pratchett con Phil Bush. Los álbumes de las bandas sonoras se publicaron en 1997.
Hopwood y Rowe coescribieron y produjeron la música de la adaptación cinematográfica de 1989 de The BFG, de Roald Dahl. Otros espectáculos del Cosgrove Hall para los que compuso fueron Creepy Crawlies, Alias the Jester con Malcolm Rowe, Foxbusters, Andy Pandy, Discworld, con Phil Bush, y Albie, en solitario.
En 2004 compuso la música de la adaptación de Pingu para HIT Entertainment, y comenzó a trabajar en la serie de televisión y los especiales de Bob el Constructor, que duraría hasta el cese de la producción en 2011.
En 2013 formó una empresa de derechos musicales, CHF Music, con Cosgrove Hall Fitzpatrick Entertainment, la recién estrenada compañía dirigida por Brian Cosgrove y Simon Hall, para ocuparse de todo el contenido musical de sus nuevos programas. En 2017 comenzó a trabajar en la serie "Daisy & Ollie, protagonizada por Jason Manford, ahora producida por Hoopla Animation. Actualmente se han producido 130 episodios.
En 2021 escribió y produjo (junto con su hijo Dan) su primer álbum en solitario Never Too Late. Contiene once canciones originales y se publicó el 1 de febrero de 2022.

## Pluto Music
En 1968, Keith Hopwood y Derek Leckenby fundaron Pluto Music, una empresa que compone partituras para anuncios, películas y animación. Leckenby murió en 1994, pero Hopwood sigue dirigiendo la empresa. Pluto Studios ha tenido mucho éxito y ha prestado sus servicios a muchos artistas de primera fila, como The Clash. Hopwood ha demostrado ser un buen compositor de bandas sonoras, trabajando sobre todo en series de televisión de animación, como la exitosa "Bob el Constructor". Siempre como compositor, escribió y coescribió numerosas canciones grabadas por Herman's Hermits, y otros grupos como Brinsley Schwarz. Hopwood también publicó y promovió a la cantautora Helen Watson. También ha ayudado a crear muchos temas para su nieta, Izzy Hopwood, que ha tenido un gran talento musical desde muy joven.

## Vida personal
El 21 de enero de 1968 Keith Hopwood se casó con Penny Pagni, en Aberdeenshire, Escocia. Estuvieron casados durante 17 años y tuvieron tres hijos: Daxalen "Dax" (nacido el 5 de julio de 1968), Joel (nacido en 1976) y Zhian (nacido en 1978).
En 1989, Hopwood se casó con Maria Verdellis. Tuvieron un hijo, Daniel (nacido en 1991).